# عدد تاكسيكاب المعمم
قالب:غير محلولة
في الرياضيات، يكون عدد التاكسيكاب المعمم Taxicab(k, j, n) أصغر عدد التي يمكن أن تُعبّر كمجموع j kth الموجبة أس n بطرق مختلفة. حيث أن k = 3 و j = 2, بالتزامن مع أعداد التاكسكاب.
و قد شوهدت من أويلر على أن
{\displaystyle \mathrm {Taxicab} (4,2,2)=635318657=59^{4}+158^{4}=133^{4}+134^{4}}
على أية حال, Taxicab(5, 2, n) ليست معرفة عندما تكون n ≥ 2; لا يوجد عدد صحيح موجب معرف على الإطلاق التي يمكن أن تكتب كمجموع أثنين من القوة الخامسة بأكثر من طريقة واحدة.

## وصلات خارجية
- والتر شنيدر: أعداد التاكسيكاب